# Євразія (тунель)

Лого Тунелю Євразія

Початково планований розріз тунелю. 1. Управління рухом по тунелю повністю інтегрована з існуючою міською системою управління дорожнім рухом; 2. Сучасна система освітлення тунелю; 3. Система вентиляції забезпечує тунель чистим повітрям; 4. Засоби пожежогасіння доступні в кожній точці тунелю; 5. Оправа стін тунелю з негорючих матеріалів; 6. Система відеоспостереження працює 24 години на добу 7 днів на тиждень; 7, 8. Тунель оснащений системами зв'язку і оповіщення; 9. Система евакуації в разі надзвичайних ситуації з переходами між верхньою і нижньою рівнями і безпечними приміщеннями уздовж всієї довжини тунелю; 10. Кишені для аварійної зупинки кожні 600 метрів

Тунель Євразія (тур. Avrasya Tüp Tüneli) — автомобільний двоярусний тунель під Босфором. Відкрито 20 грудня 2016 року, Стамбул, Туреччина.
Тунель завдовжки 5,4 км з'єднав Казличешме на фракійській стороні і Гезтепе на анатолійській стороні Стамбула Має наметі розвантажити автотрафік Стамбула Знаходиться на відстані близько 1 км південніше за залізничний тунель Мармарай, який було відкрито 29 жовтня 2013 р за допомогою цього нового маршруту, час в дорозі між Казличешме і Гезтепе скорочено з 100 до 15 хвилин

## Фінансування та менеджмент
Avrasya Tüneli İşletme İnşaat ve Yatırım A.Ş. (ATAŞ) було засновано 26 жовтня 2009 року як концесія — турецької компанії Yapi-Merkezi і південнокорейської SK Group У консорціуму було 55 місяців з моменту підписання контракту у 2012 році до введення тунелю в експлуатацію.
Загальна тривалість концесії становить 30 років і шість місяців, початкова кошторисна вартість US$1,25 млрд. Після закінчення будівництва учасники спільного підприємства будуть протягом 26 років керувати тунелем, отримуючи близько 4 $ плюс ПДВ з кожного автомобіля, що прямуватиме через тунель. В обмін на цю суму автомобілісти зможуть заощадити до 45 хвилин свого часу.
Фінансування проекту здійснюється: Європейський банк реконструкції і розвитку (ЄБРР) поставляє пакет фінансування на суму $ 150 млн. Решта US$1.245 млрд включає в себе кредит в розмірі $ 350 млн від Європейського інвестиційного банку (ЄІБ), а також фінансування і гарантії від Експортно-імпортного банку Кореї і K-Sure, також за участю Sumitomo Mitsui Banking Corporation, Standard Chartered, Mizuho Bank, Türkiye İş Bankası, Garanti Bank і Yapı ve Kredi Bankası.

## Складові
Проект завдовжки 14,6 км розбито на 3 частини:
1. Фракійська частина складається з п'яти нових розворотів, двох нових підземних переходів, семи пішохідних переходів і реконструкції під'їзду до тунелю з фракійської сторони, включаючи розширення проспекту Кеннеді вздовж набережної.
2. Центральна частина завдовжки 5,4 км складається безпосередньо з тунелю під протокою Босфор завдовжки 3,4 км, що прокладаються за допомогою механізованих тунелепрохідницьких комплексів, парних тунелів на анатолійській частині, що прокладаються т. зв. ново-австрійським методом, тунелів що прокладаються відкритим способом, порталів, будівлі управління тунелем, пунктів зняття плати, вентиляційних шахт на обох кінцях тунелю. Основа проекту — це тунель під Босфором діаметром 13,2 м з двома рівнями для руху автотранспорту: верхній — для руху в східному напрямку, нижній — для західного напрямку. Внутрішній діаметр тунелю 12 м. Проїзд по тунелю буде дозволений тільки для легкового автотранспорту та мінівенів.
3. Анатолійська частина включає розширення існуючої дороги завдовжки 3,8 км, а також будівництво розв'язок, шляхопроводу, реконструкцію пішохідних мостів.

## Технічна характеристика
Тунель прокладено безпосередньо під протокою Босфор, глибина якого сягає 62 м, максимальна глибина закладення тунелю становитиме 106 м. Тунель має витримувати тиск 11 бар.
Для прокладання тунелю використано тунелепрохідницький механізований комплекс (ТПМК) з т. зв. гідропривантаженням (slurry TBM), спеціально замовлений для даного проекту в Німеччині. Діаметр ротора цього ТПМК, названого Їлдирим Баязид, становить 13,6 м, вага 3300 тонн, загальна довжина 132 м. Комплекс проходив близько 10 м на день і досягнув своєї кінцевої точки за 1,5 року.
Менш ніж за 1 милю на південь від маршруту тунелю прямує Північно-Анатолійський розлом, здатний породити землетрус магнітудою 7 балів за шкалою Ріхтера. Землетруси з меншою інтенсивністю, згідно проектним завданням, не повинні завдати жодного впливу на тунель. У разі землетрусу магнітудою 7 балів, тунель може отримати лише невеликі ушкодження.
Оправа тунелю запроектована зі збірних залізобетонних елементів і розрахована на всі види навантажень, включаючи гідростатичні і вплив навколишнього ґрунтового масиву, а також сейсмічні впливи.
Обмеження швидкості в тунелі встановлено до 80 км/год, і до 40 км/год у підводній частиніщодня в середньому близько 120 000 легкових автомобілів і легких транспортних засобів має прямувати через тунель
 Підраховано, що транспортний потік через тунель буде спочатку складе 80000 автомобілів на день і збільшиться до своєї максимальної спроможності 130,000 автомобілів на день у 2023 році
Вартість проїзду тунелем складе по курсу до турецької ліри в еквіваленті US $ 4.00 плюс ПДВ для автомобілів і US $ 6.00 плюс ПДВ для мікроавтобусів у кожному напрямку. Ставка мита буде змінюватися відповідно до Індексу споживчих цін США .